# Thomas Andrew Becker
Thomas Albert Andrew Becker (* 30. Dezember 1832 in Pittsburgh, Pennsylvania; † 29. Juli 1899) war ein US-amerikanischer Geistlicher und römisch-katholischer Bischof von Savannah.

## Leben
Thomas Andrew Becker konvertierte im Alter von 20 Jahren zur Katholischen Kirche, studierte Theologie und empfing am 18. Juni 1859 das Sakrament der Priesterweihe für das Erzbistum Baltimore.
Papst Pius IX. ernannte ihn am 3. März 1868 zum ersten Bischof des mit gleichem Datum errichteten Bistums Wilmington. Die Bischofsweihe spendete ihm der Erzbischof von Baltimore, Martin John Spalding, am 16. August desselben Jahres; Mitkonsekratoren waren der Bischof von Wheeling, Richard Vincent Whelan, und der Bischof von Richmond, John McGill. Als Wahlspruch wählte er Ora pro nobis (Bitte für uns). Mit dem Wahlspruch und seinem Bischofswappen, das einen silbernen Stern zeigt, drückte Becker seine Marienverehrung aus.
In einer vielbeachteten Artikelserie stellte er den Gedanken einer katholischen Universität vor. Becker engagierte sich in der Abstinenzbewegung.
Am 26. März 1886 ernannte ihn Papst Leo XIII. zum Bischof von Savannah. Die Amtseinführung fand am 16. Mai desselben Jahres statt.
Unter Beckers Leitung wurde die Kathedrale des Bistums Savannah vollendet und die benachbarte Bischofsresidenz errichtet. Für den Wiederaufbau der 1898 durch ein Feuer weitgehend zerstörten Kathedrale erreichte Becker die finanzielle Unterstützung anderer Bistümer. Er starb vor Vollendung des Wiederaufbaus.